# Vlag van de Bahama's

Vlag van de Bahama's (ratio 1:2)

Handelsvlag (ratio 1:2)

Dienstvlag ter zee (ratio 1:2)

Oorlogsvlag ter zee (ratio 1:2)

De vlag van de Bahama's toont drie horizontale banen in de kleurencombinatie blauw-geel-blauw met aan de hijszijde een zwarte driehoek. De vlag werd op 10 juli 1973 in gebruik genomen, de dag dat de Bahama's onafhankelijk werden van het Verenigd Koninkrijk. De handelsvlag en oorlogsvlag ter zee hebben elk een afwijkend ontwerp.

## Symboliek
De zwarte kleur van de driehoek vertegenwoordigt de 300.000 inwoners van de Bahama's, die voornamelijk Afrikaans van oorsprong zijn. Daarnaast staat zwart als 'sterke kleur' voor de kracht van de in het staatsverband van de Bahama's verenigde mensen.
De bovenste en de onderste banen zijn blauw van kleur en deze stellen de Caribische Zee en de Atlantische Oceaan voor. De middelste baan is geel van kleur en vertegenwoordigt het land tussen deze twee wateren: de goudkleurige zanderige kust van de eilanden.
De puntigheid van de driehoek symboliseert de ondernemingszin en standvastigheid van de inwoners, met name met betrekking tot de ontwikkeling van de natuurlijke rijkdommen van het eiland en de zee (waar de punt van de driehoek naar wijst).

## Ontwerp
De hoogte-breedteverhouding van de vlag is 1:2. De zwarte driehoek neemt aan de hijszijde de hele hoogte in beslag, waarbij geldt dat alle drie de zijden even lang zijn.
De drie horizontale banen nemen elk een derde van de hoogte van de vlag in. Zoals vermeld zijn zij in de kleuren blauw, geel en blauw, maar in de officiële omschrijving spreekt men van aquamarijn, goud en aquamarijn. In de Pantone-codering wordt voor het aquamarijn in de vlag van de Bahama's de codering 312C gegeven en voor het goud 115C. In de CMYK-codering gelden de respectievelijke waarden 100-0-15-0 en 0-10-80-0.

## Overige vlaggen
De overige vlaggen van de Bahama's zijn afgeleid van de Britse vaandels. De handelsvlag van de Bahama's is een rode vlag met een wit kruis in het midden en de gewone vlag in het kanton. De vlag is gebaseerd op het Britse rode vaandel, maar met een wit kruis van St. Joris over het rode vlak. Er varen relatief veel schepen met een handelsvlag van de Bahama's, want het is goedkoop om op de Bahama's een schip te laten registreren. De oorlogsvlag ter zee van de Bahama's is hetzelfde als de handelsvlag, maar dan met de kleuren rood en wit omgedraaid. Het ontwerp hiervan is gebaseerd op de oorlogsvlag ter zee van het Verenigd Koninkrijk. De dienstvlag ter zee is evenals de handelsvlag afwijkend van het Britse blauwe vaandel dat men hier zou verwachten: in plaats van een geheel blauw veld heeft het een wit veld met daarop een blauw kruis van St. Joris, vergelijkbaar met de oorlogsvlag.

## Geschiedenis
In de koloniale tijd werd (vanaf 1869) in de Bahama's een Brits blauw vaandel gebruikt, met daarop aan de rechterzijde het toenmalige wapen van de archipel. Dit wapen werd een aantal keer veranderd, waardoor in 1904, 1923, 1953 en 1964 ook het ontwerp van de vlag moest worden aangepast.
Voorafgaand aan het verkrijgen van de onafhankelijkheid werd de huidige vlag gepresenteerd. Even was er sprake van dat de gouden en blauwe banen omgedraaid zouden worden, maar dat is niet gebeurd.

### Historische vlaggen
| Vlag | Periode   | Gebruik                                  | Beschrijving |
| ---- | --------- | ---------------------------------------- | --- |
|      | 1869-1904 | Vlag van de Kroonkolonie van de Bahama's | Een Brits Blauw vaandel met het embleem van de kroonkolonie. Dit bestond uit een Brits schip dat twee piratenschepen op volle zee achtervolgde, met het motto "Expulsis piratis restituta commercia" (Piraten verdreven, handel hersteld) in een rond wit vlak. |
|      | 1904-1923 | Vlag van de Kroonkolonie van de Bahama's | Licht gewijzigd ontwerp: de kroon op het wapen werd vervangen door een Tudor kroon. |
|      | 1923–1953 | Vlag van de Kroonkolonie van de Bahama's | Licht gewijzigd ontwerp: de kroon op het wapen werd vervangen door een kroon in de stijl van koning Edward. Het ronde witte vlak verdween. |
|      | 1953–1964 | Vlag van de Kroonkolonie van de Bahama's | Licht gewijzigd ontwerp: de kroon op het wapen werd vervangen door de kroon van de nieuwe koningin. |
|      | 1964-1973 | Vlag van de Bahama's                     | Licht gewijzigd ontwerp: het embleem werd vergroot |

Afgekeurd vlaggenvoorstel (1973)

In 1973, toen het vlagontwerp voor de Bahama's ter goedkeuring werd voorgelegd aan de Garter King of Arms, stelde het hoofd van het College of Arms, Sir Anthony Wagner, voor om de gouden en aquamarijne strepen van kleur te verwisselen. Deze verandering vond echter nooit plaats en de huidige Bahamaanse vlag werd aangenomen.